# Ligne de Jyväskylä à Pieksämäki
La ligne de Jyväskylä à Pieksämäki (finnois : Jyväskylä–Pieksämäki-rata est une ligne de chemin de fer, à voie unique, du réseau de chemin de fer finlandais qui relie la gare de Jyväskylä à la gare de Pieksämäki.